# Matías Franco Descotte
Matías Franco Descotte (* 29. August 1994 in Buenos Aires) ist ein argentinischer Tennisspieler.

## Karriere
Descotte, der mit fünf Jahren mit Tennis begann, spielte 2012 seine ersten Turniere auf der Profi-Tour. Dort bestritt er in den ersten Jahren seiner Karriere ausschließlich Turniere auf der drittklassigen ITF Future Tour. Seinen ersten Titel gewann er 2014 im Doppel, wodurch er in der Weltrangliste den Sprung unter die besten 800 der Welt schaffte. Auch im Einzel verbesserte er seine Position beständig und wurde ebenfalls unter den besten 800 Spielern notiert. Seine Premiere auf der ATP Challenger Tour gab er 2017 in Medellín. An der Seite von Gonzalo Villanueva gewann er seine Auftaktpartie und scheiterte dann an der topgesetzten Paarung Nicolás Jarry und Roberto Quiroz.
Seinen Durchbruch auf der Future Tour schaffte Descotte 2018. Er gewann vier Einzel- und drei Doppeltitel und erreichte im Doppel mit Rang 291 und im Einzel mit dem 312. Rang seine bisherigen Karrierebestwerte. Auf der Challenger Tour stand er in Segovia in seinem ersten Doppelfinale. Nachdem er im Einzel bisher immer in der Qualifikation gescheitert war, feierte er 2019 in Punta del Este sein Debüt. Einen Monat später gelang ihm sein bislang größter Erfolg. In Morelos besiegte er im Finale Gonzalo Escobar in zwei Sätzen und gewann seinen ersten Titel auf Challenger-Level.

## Erfolge
| Legende (Anzahl der Siege)  |
| Grand Slam                  |
| ATP World Tour Finals       |
| ATP World Tour Masters 1000 |
| ATP World Tour 500          |
| ATP World Tour 250          |
| ATP Challenger Tour (2)     |

### Einzel

#### Turniersiege
| Nr. | Datum            | Turnier | Belag     | Finalgegner     | Ergebnis |
| --- | ---------------- | ------- | --------- | --------------- | -------- |
| 1.  | 24. Februar 2019 | Morelos | Hartplatz | Gonzalo Escobar | 6:1, 6:4 |

### Doppel

#### Turniersiege
| Nr. | Datum        | Turnier     | Belag     | Partner     | Finalgegner           | Ergebnis          |
| --- | ------------ | ----------- | --------- | ----------- | --------------------- | ----------------- |
| 1.  | 9. Juni 2019 | Little Rock | Hartplatz | Orlando Luz | Treat Huey Max Schnur | 7:5, 1:6, [12:10] |